# Сьвідно (Люблінське воєводство)
Сьвідно (пол. Świdno) — село в Польщі, у гміні Ходель Опольського повіту Люблінського воєводства.
Населення — 280 осіб (2011).
У 1975-1998 роках село належало до Люблінського воєводства.

## Демографія
Демографічна структура станом на 31 березня 2011 року:
|          | Загалом | Допрацездатний вік | Працездатний вік | Постпрацездатний вік |
| -------- | ------- | ------------------ | ---------------- | -------------------- |
| Чоловіки | 137     | 33                 | 90               | 14                   |
| Жінки    | 143     | 33                 | 72               | 38                   |
| Разом    | 280     | 66                 | 162              | 52                   |